# センフィラ (小惑星)
ゼンフィラ (1014 Semphyra) は小惑星帯にある小惑星。カール・ラインムートがハイデルベルクのケーニッヒシュトゥール天文台で発見した。
アレクサンドル・プーシキンの叙事詩『ジプシー』の登場人物、ゼンフィラに因んで名付けられた。